# محمد همان ياجي
محمد همان ياجي (حوالي 1863–1929) كان أمير مدغالي [الإنجليزية] النيجيرية، وهي جزء من إمارة أداماوا [الإنجليزية]. اشتهر بمذكراته الشخصية التي تسجل حياته اليومية وأنشطته من عام 1912 إلى عام 1927 باعتباره غازيًا فولبيًا وتاجر رقيق بالقرب من حدود ولاية أداماوا الحالية في نيجيريا ومايو تسانغا [الإنجليزية] في منطقة أقصى الشمال في الكاميرون. على مدى فترة تسع سنوات، ورد أن ياجي نفذ أكثر من مائة غارة، وسرق كميات كبيرة من الماشية، واستعبد حوالي 2016 أسيرًا، وقتل ما لا يقل عن مائتي رجل، وذكر منهم مائة وثمانية وستون على وجه التحديد.
يقدم هذا الكتاب، الذي كتب أصلًا باللغة العربية ، منظورًا محليًّا نادرًا للحياة اليومية في منطقة جنوب الصحراء الكبرى في أوائل القرن العشرين تحت الحكم الاستعماري.

## قراءة إضافية
- Lovejoy، Paul E.؛ Hogendorn، Jan S. (1993). Slow death for slavery: the course of abolition in Northern Nigeria, 1897-1936. Cambridge: Cambridge University Press. ISBN:9780521374699.
- Yaji، Hamman (1995). Vaughan، James H. (المحرر). The Diary of Hamman Yaji. A. H. M. Kirk-Greene. Indiana University Press. ISBN:978-0-253-36206-3.

## طالع أيضًا
- محمد بيلو